# Distrito de Cerca-la-Source
El distrito de Cerca-la-Source (en francés arrondissement de Cerca-la-Source; y en criollo haitiano: awondisman Sèka Lasous) es una división administrativa haitiana, que está situada en el departamento de Centro.

## División territorial
Está formado por el reagrupamiento de dos comunas:
- Cerca-la-Source
- Thomassique